# Giannantonio Moschini
Giannantonio Moschini (Venezia, 18 giugno 1773 – Venezia, 8 luglio 1840) è stato un letterato e storico dell'arte italiano.

## Biografia
Nacque nella parrocchia di San Cassiano da Jacopo e Margherita Matti. La famiglia era benestante e poté quindi studiare alle scuole pubbliche dei Gesuiti, così dette perché allestite nella casa un tempo appartenuta alla Compagnia di Gesù. Nel 1790 entrò nei minori riformati, ma abbandonò l'ordine per la rigida disciplina, inadatta, tra l'altro, alla sua cagionevole salute. L'anno successivo divenne padre somasco.
Di intelligenza non comune, dotato di notevole memoria, già prima di farsi sacerdote era stato chiamato a impartire lezioni di grammatica superiore e poi anche di lettere umane nel seminario patriarcale di San Cipriano, a Murano. Nel 1796, finalmente ordinato, cominciò ad insegnare presso la casa somasca della Salute, nella quale fu in seguito trasferito lo stesso seminario (1818).
Dopo la caduta della Repubblica di Venezia, il Moschini si impegnò a raccogliere lapidi, bassorilievi, busti e monumenti funerari per arginare la dispersione delle opere d'arte. I manufatti vennero radunati nei chiostri della Salute e negli ex depositi del sale (demoliti per lasciar posto a giardini e cortili). Lo stesso fece per il patrimonio librario, recando nella biblioteca del seminario circa 30.000 tra volumi e codici, per gli arredi sacri e i dipinti. Alla fine del suo operato il seminario era divenuto uno dei luoghi più ricchi e culturalmente importanti della città.
Con Jacopo Filiasi fu incaricato dalla prefettura del dipartimento dell'Adriatico di trasferire nelle Gallerie dell'Accademia dipinti e sculture provenienti dalle tante chiese prossime alla demolizione. Lo stesso fece, nel 1820, con i resti di Jacopo Sansovino, già collocati nella chiesa di San Geminiano (e dal 1929 nella basilica di San Marco).
Frattanto cominciò a dedicarsi alla scrittura, con l'obiettivo di mettere in risalto i primati della Serenissima nella letteratura e nell'arte. Primo suo lavoro fu una traduzione del compendio di Antonio Landi della Storia della letteratura italiana di Girolamo Tiraboschi (1801-05). Collaborò inoltre con il Giornale dell'italiana letteratura e, grazie all'anonimato, poté far uso di una grande libertà di parola e pensiero. 
La sua opera più importante in quest'ambito furono però i quattro volumi Della letteratura veneziana dal secolo XVIII fino a' nostri giorni (1806-08). Dedicata alla famiglia Michiel che animava nella sua villa padovana un circolo artistico, si tratta di un'approfondita ricerca della letteratura settecentesca, con un'attenta rassegna delle varie istituzioni culturali presenti in città (scuole, accademie, biblioteche) e degli autori. L'intento del Moschini era infatti preservarne la memoria, messa a repentaglio dagli sconvolgimenti seguiti alla fine dell'Ancien Régime.
Animato sempre dal medesimo obiettivo, a partire dal 1808 pubblicò una serie di guide storico-artistiche. Esordì con una Guida per l'isola di Murano, cui seguì la ben più importante Guida per la città di Venezia all'amico delle belle arti del 1815. Il libro fu assai apprezzato anche da personalità di rilievo quali Giannantonio Selva e Leopoldo Cicognara e fu alla base della vivace stagione di recupero del patrimonio artistico e lapideo che vedrà come protagonista Emanuele Antonio Cicogna. Ristampata e aggiornata più volte (l'ultima, postuma, nel 1847) e tradotta in lingua francese, nel 1817 fu affiancata dall'analoga Guida per la città di Padova all'amico delle belle arti.
A partire dalla metà degli anni 1820 il Moschini si indirizzò più specificamente verso la storia dell'arte. Di questo periodo si ricordano Le belle arti in Venezia (almanacco stampato per tre anni di seguito, dal 1825 al 1827), Dell'origine e delle vicende della pittura in Padova (1826), Dilettevole passeggiata dall'atrio del Palazzo reale fino ai pubblici giardini (scritta con Jacopo Crescini, 1832), Giovanni Bellini e i pittori contemporanei (1833). Postumi sono la Nuova guida al complesso della Salute (1842) e Dell'incisione in Venezia (1924).
Fu infine celebre per la stesura di numerosi elogi funebri (dedicati principalmente a esponenti del clero veneziano), panegirici e prediche morali, in parte pubblicati e in parte inediti. 
Fu socio di numerose accademie e istituzioni culturali: Belle arti (1808), Filareti (1805), Belle lettere (1808) e, quando queste ultime due vi confluirono, dell'Ateneo Veneto (1812), dell'Ateneo di Treviso (1819) e della Tiberina (1838). Fu inoltre canonico metropolitano e fabbriciere della basilica marciana, vicedirettore dello Studio teologico e filosofico del seminario, cavaliere della Corona ferrea (1838) e membro del Regio Istituto veneto di scienze, lettere ed arti (1839).
Fu sepolto nell'oratorio della Salute.